# Božidar Knežević
Božidar Knežević (Podgorica, 20. siječnja 1952. – Bruvno, 6. studenoga 2001.), bio je crnogorski filmski redatelj dokumentarnih i obrazovnih emisija i novinar.

## Životopis
Božidar Knežević je rođen 1952. godine u Podgorici gdje završava osnovnu školu i gimnaziju. S osamnaest godina seli u Zagreb, gdje upisuje Fakultet političkih znanosti. Od 1975. do 1977. godine radi u Zagrebačkoj banci za interni časopis, a već 1977. godine prelazi na Televiziju Zagreb gdje se zapošljava kao novinar i urednik u obrazovno-dokumentarnom programu Televizije Zagreb. Također radi kao scenarist i redatelj na više od 60 emisija obrazovnog, dokumentarnog i informativnog sadržaja. U tom razdoblju, posebno se bavi problemima istočnoeuropskih zemalja, odnosima tadašnjeg Sovjetskog saveza i Jugoslavije (serija Informbiro), te Čehoslovačkom (Staljin nad Vltavom, Praško proljeće, Baršunasta revolucija) kao i brojne druge serije. 
Devedesetih godina radi seriju emisija o (AIDS-u i seriju propratnih kratkih spotova. Dolaskom demokratske vlasti i HDZ-a, odlazi s HRT-a, te prelazi u Yutel, a već godinu kasnije postaje slobodni suradnik i snimatelj, dobivajući angažmane za velik broj europskih televizijskih kuća i novinskih agencija.
Kao novinar i snimatelj intenzivno je prisutan za vrijeme Domovinskog rata i sukoba u ostalim republikama bivše Jugoslavije od Slovenije do Makedonije, gdje su središte njegovog interesa stradanja civila, logori, egzodus i izbjeglički kampovi, te stradanja djece, sudbina žena i staraca.
Po svršetku rata na području bivše Jugoslavije radi kao scenarist i redatelj dokumentarnih priloga, emisija i serija s tematikom iz dnevnog i političkog života.
U očima hrvatske javnosti ostaje vrlo zapažen njegov dugometražni dokumentarni film Oluja nad Krajinom iz 2001. godine. Taj je film podigao veliku buru u političkom životu Hrvatske nakon prikazivanja i to ne zbog bavljenja temom neprocesuiranih zločina nad civilima tijekom i nakon akcije vojno-redarstvene operacije Oluja 1995. godine, već zbog Kneževićevog usporednog dokumentarističkog pregleda i praćenja političkih i društvenih kretanja na obje strane prije izbijanja oružanog sukoba, za vrijeme i nakon istog.
Nedugo nakon prikazivanja na Hrvatskoj televiziji poginuo je u prometnoj nesreći zajedno s kolegom Borivojem Franceschim, kraj Gračaca, 6. studenoga 2001. godine. 
Treba naglasiti kako je za sobom (osim obitelji u Zagrebu i Podgorici) ostavio nacrte za dokumentarni film jednako osjetljivoj tematici kao Oluja u Hrvatskoj, ovoga puta za javnost Crne Gore pod naslovom “Oslobodioci Dubrovnika“ koji obrađuje temu sudjelovanja i ulogu crnogorskih trupa za vrijeme napada na Dubrovnik 1991. godine.

## Vanjske poveznice
- (srp.) Božidar Knežević  Arhivirana inačica izvorne stranice od 11. kolovoza 2012. (Wayback Machine)
- Monitor.hr o Božidaru Kneževiću  Arhivirana inačica izvorne stranice od 16. kolovoza 2011. (Wayback Machine)
- Jutarnji.hr o Latinici i Oluji nad krajinom  Arhivirana inačica izvorne stranice od 6. ožujka 2016. (Wayback Machine)